# Ainsley Maitland-Niles
Ainsley Cory Maitland-Niles (Goodmayes, 29 de agosto de 1997) é um futebolista inglês que atua como meio-campista e lateral-direito. Atualmente joga no Lyon.

## Carreira

### Arsenal
Nascido no distrito de Goodmayes em Londres, Maitland-Niles começou aos 6 anos de idade nas categorias de base do Arsenal. Na temporada 2013–14 subiu ao time sub-21 do Arsenal após disputar a temporada anterior pelo time sub-18. Assinou o seu primeiro contrato profissional com o Arsenal em 24 de outubro de 2014.
Fez sua estreia pelo time principal em 9 de dezembro de 2014 aos 17 anos e 102 dias de idade em uma partida contra o Galatasaray válida pela Liga dos Campeões da UEFA entrando no lugar de Aaron Ramsey, o Arsenal venceu a partida por 4–1. Quatro dias depois fez sua estreia na Premier League entrando no lugar de Alex Oxlade-Chamberlain na vitória por 4–1 contra o Newcastle.

### Ipswich Town
Para a temporada 2015–16, Maitland-Niles assinou um contrato de empréstimo com o Ipswich Town.
Fez sua estreia pela equipe começando a partida como titular em 8 de agosto de 2015 contra o Brentford, a partida terminou empatada em 2–2. Marcou o seu primeiro gol como profissional em uma vitória por 2–0 contra o Bolton Wanderers em 3 de novembro de 2015.
Após batalhar contra lesões Maitland-Niles viu suas oportunidades de jogar diminuirem e após trinta e duas partidas e dois gols em todas as competições, acabou retornando ao Arsenal.

## Títulos
Arsenal
- Copa da Inglaterra: 2014–15, 2016–17, 2019–20
- Supercopa da Inglaterra: 2017, 2020

AS Roma
- Liga Conferência Europa da UEFA: 2021–22

Seleção Inglesa
- Copa do Mundo FIFA Sub-20: 2017